# Montanaso Lombardo
Montanaso Lombardo est une commune italienne de la province de Lodi, dans la région Lombardie.

## Géographie
Le village de Montanaso Lombardo se trouve à 15 kilomètres au nord-ouest de Lodi et à 30-35 kilomètres au sud-est de Milan.

## Histoire
Au Xe siècle il appartient à l'évêque de Lodi, puis plusieurs propriétaires se succèdent jusqu'à Matteo Visconti qui en fait une position stratégique en 1295.

## Culture
Deux édifices importants : l'église paroissiale de 1925, et le Sanctuaire de Notre-Dame d'Arcagna.

## Galerie de photographies

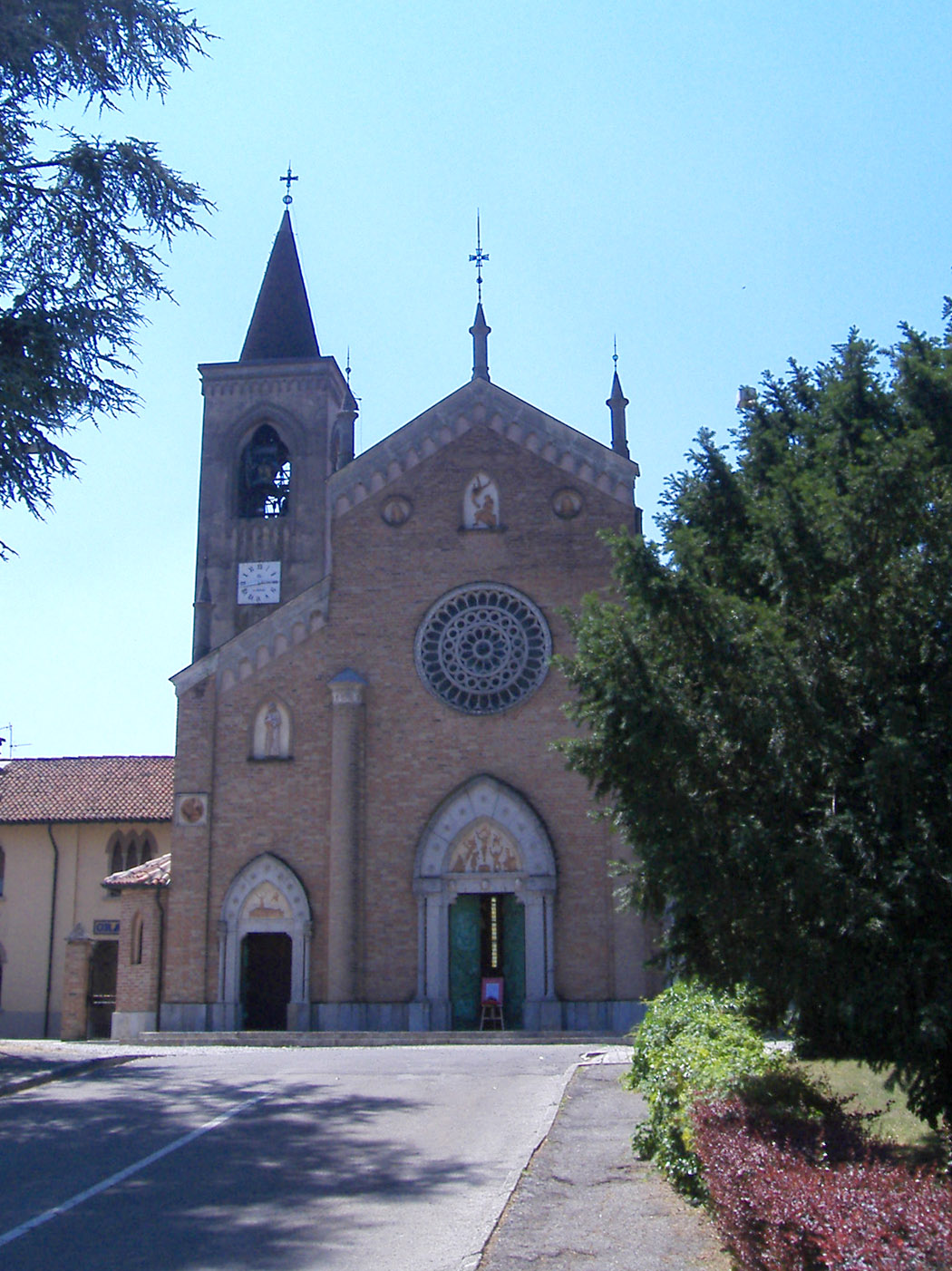
Église de la paroisse 1925.
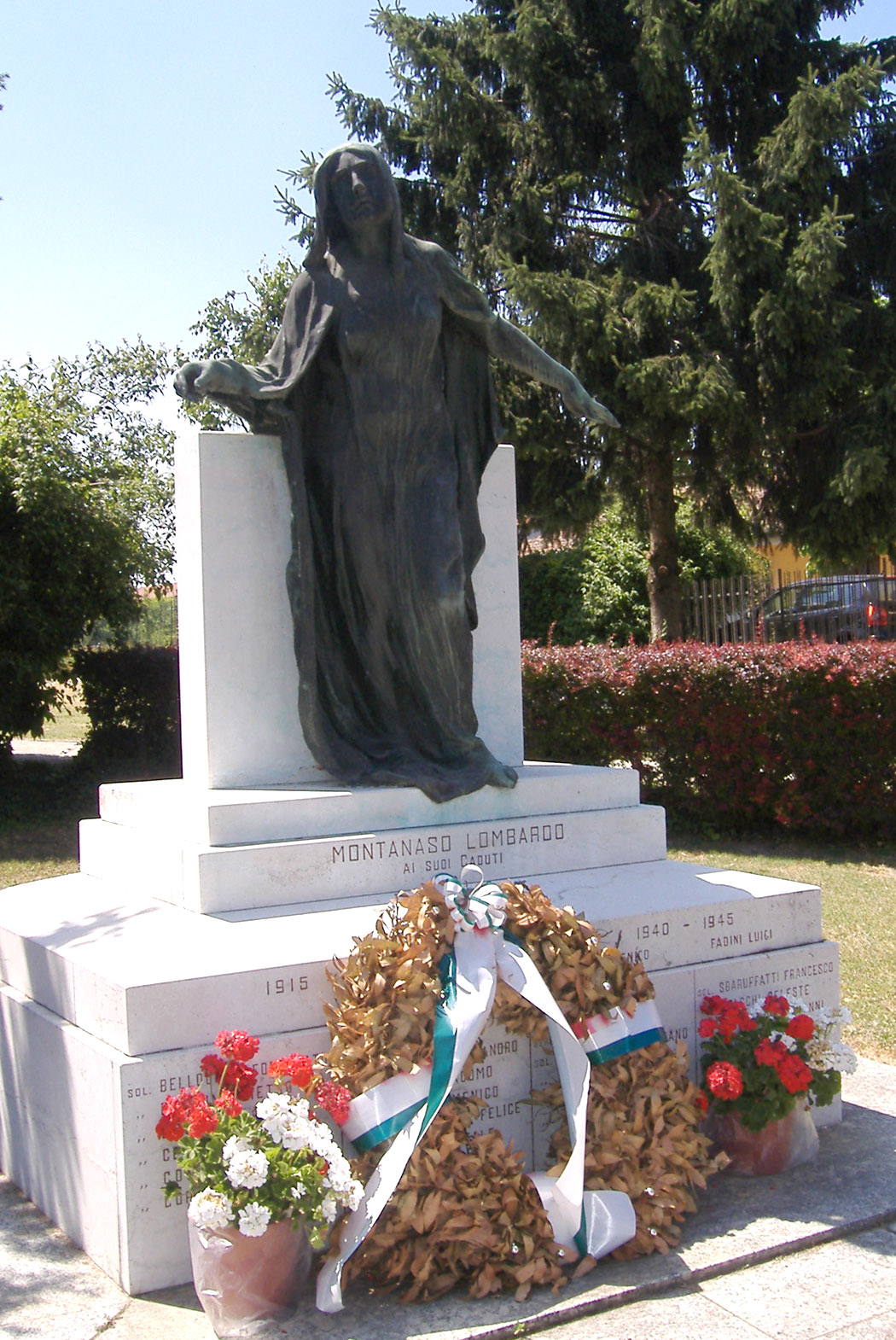
Le monument aux soldats morts dans les deux guerres mondiales.

## Administration
| Période                                  | Période | Identité | Étiquette | Qualité |
| ---------------------------------------- | ------- | -------- | --------- | ------- |
|                                          |         |          |           |         |
| Les données manquantes sont à compléter. |         |          |           |         |

### Hameaux
Arcagna

### Communes limitrophes
Mulazzano, Boffalora d'Adda, Galgagnano, Tavazzano con Villavesco, Lodi